# Episodi di SOKO - Misteri tra le montagne (prima stagione)
La prima stagione della serie televisiva SOKO - Misteri tra le montagne è stata trasmessa in anteprima in Austria da ORF 1 tra il 15 novembre 2001 e il 27 dicembre 2001.
| nº | Titolo originale    | Titolo italiano | Prima TV Austria | Prima TV Italia |
| -- | ------------------- | --------------- | ---------------- | --------------- |
| 1  | Ein Bombenschlag    |                 | 15 novembre 2001 |                 |
| 2  | Doppelfehler        |                 | 22 novembre 2001 |                 |
| 3  | Todesmelodie        |                 | 6 dicembre 2001  |                 |
| 4  | Tod bei Tisch       |                 | 13 dicembre 2001 |                 |
| 5  | Die letzte Seilbahn |                 | 20 dicembre 2001 |                 |
| 6  | Der Clan            |                 | 27 dicembre 2001 |                 |